# Pat Lowe
Pour les articles homonymes, voir Lowe.
Patricia Barbara « Pat » Lowe-Cropper (née le 15 septembre 1943 à Leicester) est une athlète britannique spécialiste du 800 mètres. Licenciée aux Birchfield Harriers, elle mesure 1,65 m pour 52 kg. Elle est une ancienne détentrice du record du monde du relais 4 × 400 mètres réalisés avec Rosemary Stirling, Janet Simpson et Lillian Board lors de leur titre aux championnats d'Europe d'Athènes.

## Biographie

### Palmarès
| Date | Compétition           | Lieu     | Résultat | Épreuve    | Performance   |
| ---- | --------------------- | -------- | -------- | ---------- | ------------- |
| 1968 | Jeux olympiques d'été | Mexico   | 6e       | 800 mètres | 2 min 04 s 2  |
| 1969 | Championnats d'Europe | Athènes  | 6e       | 800 mètres | 2 min 03 s 4  |
| 1969 | Championnats d'Europe | Athènes  | 1re      | 4 × 400 m  | 3 min 30 s 8  |
| 1971 | Championnats d'Europe | Helsinki | 2e       | 800 mètres | 2 min 01 s 70 |
| 1971 | Championnats d'Europe | Helsinki | 4e       | 4 × 400 m  | 3 min 34 s 5  |

### Records
| Épreuve    | Performance   | Lieu | Date |
| ---------- | ------------- | ---- | ---- |
| 800 mètres | 2 min 01 s 66 |      | 1971 |